# Pietro Calzolari
Pietro Calzolari (ur. 28 października 1991 w Borgo Maggiore) – sanmaryński piłkarz występujący na pozycji pomocnika w FC Fiorentino, reprezentant San Marino.

## Kariera klubowa
W latach 2007–2009 szkolił się w szkółce piłkarskiej SP Tre Penne. Następnie przez jeden sezon trenował w grupach młodzieżowych włoskiego zespołu ASD Montescudo (Prima Categoria Emilia-Romagna). W połowie 2010 roku rozpoczął karierę na poziomie seniorskim w FC Fiorentino. 26 września 2010 zadebiutował w Campionato Sammarinese w przegranym 1:2 meczu przeciwko SS Cosmos. W czerwcu 2013 roku otrzymał od FSGC nominację do nagrody Golden Boy, przyznawanej najlepszemu młodzieżowemu piłkarzowi w San Marino. W sezonie 2013/14 występował w SS Murata, gdzie zaliczył 15 ligowych spotkań. W połowie 2014 roku został graczem SP La Fiorita. W lipcu tegoż roku zadebiutował w europejskich pucharach w meczu z Levadią Tallinn (0:1) w kwalifikacjach Ligi Mistrzów 2014/15.
We wrześniu 2015 roku, po rozegraniu w barwach SP La Fiorita 22 spotkań w Campionato Sammarinese, przeniósł się do SP Tre Penne. W sezonie 2015/16 zdobył z tym klubem mistrzostwo kraju. W sezonie 2016/17 wywalczył Superpuchar, a także Puchar San Marino, zdobywając gola w meczu finałowym przeciwko SP La Fiorita (2:0). We wrześniu 2017 roku zdobył kolejny krajowy superpuchar. W sezonie 2018/19 wywalczył z SP Tre Penne drugi w swojej karierze tytuł mistrzowski.

## Kariera reprezentacyjna
W latach 2011–2012 Calzolari rozegrał 6 meczów w reprezentacji San Marino U-21 podczas kwalifikacji Mistrzostw Europy 2013. 1 czerwca 2012 wystąpił w zremisowanym 0:0 spotkaniu z Grecją U-21 w Serravalle, który to mecz uznawany jest za jedno z największych osiągnięć sanmaryńskiej piłki nożnej młodzieżowej.
W maju 2013 roku otrzymał od selekcjonera Giampaolo Mazzy pierwsze powołanie do seniorskiej reprezentacji San Marino na towarzyski mecz z Włochami (0:4), w którym nie zagrał. 10 września 2013 zanotował jedyny występ w drużynie narodowej w przegranym 1:5 spotkaniu przeciwko Polsce w eliminacjach Mistrzostw Świata 2014.

## Sukcesy
SP Tre Penne
- mistrzostwo San Marino: 2015/16, 2018/19
- Puchar San Marino: 2016/17
- Superpuchar San Marino: 2016, 2017